# Zemlja
Zemlja (astronomski simbol: )planet je u Sunčevu sustavu. Treći je planet po redoslijedu udaljenosti od Sunca, najgušći planet u Sunčevu sustavu i najveći među unutarnjim planetima. Prosječno je od Sunca udaljena 149,6 milijuna kilometara, što se uzima kao astronomska jedinica (AJ). Zemljina putanja nije jako izdužena, numerički ekscentricitet nezine staze iznosi 0,01679, zbog čega se Zemlja Suncu približi za 2,5 milijuna kilometara (perihel, oko 4. siječnja) ili udalji za jednako toliko (afel, oko 4. srpnja). Ekscentricitet se u 100 000 godina mijenja za iznos od približno 0,0032 do 0,0057.[jedinica?] S vremenom se mijenja i položaj Zemljine staze u ravnini gibanja, pa godišnji progradni zakret perihela, što je pomicanje u smjeru ophoda oko Sunca, potaknut utjecajem planeta i relativističkim učinkom, iznosi 11,63".
Zemlja u Sunčevu sustavu ima jedinstvenu topografiju: 71% kore prekriveno je vodom, ima atmosferu, sačinjenu uglavnom od dušika i kisika, te biosferu. Jedini je poznati planet koji ima oceane, atmosferu s mnogo kisika i živu geološku aktivnost. Do te raznolikosti, koju nema nijedan poznati drugi planet, došlo je u toku razvoja. U oblikovanju atmosfere, na primjer suštinsku ulogu imali su procesi u organskoj tvari. Posebno, morske alge (modrozelene alge) izdvajaju iz atmosfere ugljikov dioksid i oslobađaju kisik. Promatrana iz daljine, Zemlja je modrikasti planet. Zemlja je planet na kojemu živi čovjek i jedini nama poznati planet na kojemu postoji život. Smatra se da je Zemlja nastala prije otprilike 4,6 milijardi godina.

## Fizička svojstva

### Atmosfera
Pod Zemljinoj atmosferom se razumijeva zrak (smjesa plinova koja okružuje Zemlju i sudjeluje u njezinoj vrtnji). Osnovni su sastojci zraka: dušik (78,08%), kisik (20,95%), argon (0,93%), te u promjenjivim količinama vodena para (0 do 4%) i ugljikov dioksid (0,03%), a u neznatnim količinama vodik, helij, ozon, metan, amonijak, ugljikov monoksid, kripton i ksenon. Količina vodene pare u atmosferi promjenjiva je, ovisno o temperaturi, a udio se smanjuje i s visinom. U najnižim slojevima atmosfere ima sitnih čestica anorganskoga (sol, prašina, pepeo) i organskog podrijetla (pelud i mikrobi), te olovnih, dušikovih i sumpornih spojeva i čađe, što je posljedica emisije industrije i prometa. Pojedini oksidi dušika i sumpora veliki su zagađivači, osobito zbog djelovanja kiselih kiša i utječu na čovjekovo zdravlje. Posebnu važnost ima ugljikov dioksid, zbog uloge u zagrijavanju atmosfere (staklenički učinak). Količina ugljikovog dioksida posljednjih stotinu godina neprekidno se povećava zbog izgaranja fosilnih goriva. U posljednjih desetak godina porasla je za više od 10%.

### Različita područja u atmosferi
Sastav zraka u bitnome se ne mijenja do visine od oko 90 km. Taj se sloj naziva homosfera, a iznad te visine dolazi heterosfera. Zbog slabijeg utjecaja Zemljine gravitacije u njoj prevladavaju lakši plinovi, kao vodik i helij. U najdonjim slojevima atmosfere, u vrlo malim koncentracijama, prisutan je ozon. Na visinama većima od 10 km, a posebno u sloju između 20 i 50 km (ozonosfera), ozon nastaje fotodisocijacijom molekularnoga kisika djelovanjem Sunčeva zračenja. Najviše koncentracije ozona nalaze se između 20 i 30 km visine i mogu dosegnuti vrijednosti čak od 10 dijelova na milijun (ppm; 10 000 ppm = 1%). Zbog unošenja antropogenih plinova (klorofluorovodika i drugih), ozonski se sloj povremeno može znatno smanjiti i time znatno povećati ultraljubičasto zračenje na površini Zemlje (ozonske rupe). U najdonjih 10 km atmosfere ozon nastaje kao nusprodukt fotokemijskih procesa vezanih uz onečišćenje zraka i važan je sastojak fotokemijskoga smoga, koji štetno djeluje na zdravlje ljudi, životinja i bilja te na materijalna dobra.

#### Troposfera
Ovisno o promjeni temperature zraka, atmosfera se može podijeliti na više slojeva. U najnižem sloju, troposferi, temperatura zraka opada u prosjeku 6,5 °C na 1 km. Pojavljuju se oblaci, padaju oborine, pušu vjetrovi i zbivaju se sve promjene koje čine vrijeme. Pri tlu prosječna temperatura zraka na Zemlji iznosi 15 °C, a kada ne bi bilo atmosfere, temperatura bi bila niža za 33 °C. Troposfera u tropskim predjelima doseže u prosjeku visinu od kojih 16 km i na vrhu ima temperaturu od oko –80 °C, u umjerenim i polarnim predjelima ima visinu između 7 i 11 km te na gornjoj granici temperaturu od oko –40 do –60 °C.
Najvišu temperaturu u pravilu imaju slojevi zraka neposredno uz tlo, pa temperatura s visinom opada. Razlog je u tome što Sunčeva svjetlost izravno zagrijava tlo, pa se toplina prenosi od tla atmosferi. Pad temperature s visinom omogućuje konvekciju: niži slojevi s višom temperaturom imaju smanjenu gustoću, oni se uzgonom dižu, a na njihovo mjesto pristiže hladniji visinski zrak veće gustoće. Oblaci se javljaju kada se vodena para pri naglom hlađenju kondenzira na česticama praha i ledenih jezgara. Oblaci znadu pokrivati velik dio Zemlje. Zbog njih i zbog relativno guste atmosfere, ispunjene aerosolima, Zemlja odbija (reflektira) znatan dio Sunčeve svjetlosti, pa joj se albedo mijenja od 1/3 do 2/5. Zagrijavanja i hlađenje zračnih masa dovodi do njihova gibanja. Na raznim zemljopisnim širinama tlo prima nejednaku Sunčevu toplinu. Zračne mase podižu se u ekvatorskom području, prenose vlagu, putuju prema polovima i vraćaju se ohlađene i na manjoj visini. Zbog brze Zemljine vrtnje mase ne kruže u jednom krugu od ekvatora do polova, već se u načelu javljaju 3 kruga. Prvi obuhvaća širine od ekvatora do obratnice (Hadleyeva ćelija). Drugi se sistemi kruženja javljaju od obratnice prema polu (Ferrelova ćelija), no ovdje zračne mase kruže na manje pravilan način, te u obliku ciklona i anticiklona. Do daljeg cijepanja sistema i nepravilnosti kruženja dovodi nepravilna raspodjela mora i kopnenih masa i njihovo različito zagrijavanje. 

#### Stratosfera
Iznad troposfere nalazi se 1 do 2 km debeo prijelazni sloj, tropopauza, gdje se temperatura zraka gotovo ne mijenja, a zatim na visinama sve do 50 km stratosfera, u kojoj temperatura u prosjeku najprije lagano, a potom naglije raste te na svojem vrhu doseže vrijednosti kao pri tlu. U najvišim dijelovima troposfere te u donjim dijelovima stratosfere vjetrovi mogu dosegnuti brzine i do 400 km/h (mlazna struja). Na visinama između 20 i 30 km katkad se pojavljuju sedefasti oblaci, sastavljeni od čestica leda. Stratosfera sadrži sloj ozona (molekula ozona ima milijun puta manje od ostalih molekula atmosfere) koji upija ultraljubičasto zračenje Sunca, zato temperatura neprestano raste s visinom. Ozon se pojavio u posljednjoj milijardi godina, pa je kao brana od štetnih zračenja omogućio razvoj života na Zemlji. 

#### Mezosfera
Atmosferski sloj između 50 i 80 km naziva se mezosfera. U njemu temperatura zraka opada s visinom da bi na vrhu sloja dosegnula vrijednosti od –85 do –90 °C. Na visinama između 75 i 90 km mogu se u sjevernim zemljopisnim širinama rijetko vidjeti i svjetleći noćni oblaci (srebrnasti oblaci) sastavljeni vjerojatno od leda istaložena na meteornoj prašini.

#### Termosfera
Iznad 80 km pa sve do 500 km proteže se termosfera, u kojoj temperatura ponovno raste s visinom. Sloj između 60 i 400 km naziva se i ionosfera, zato što postoji više ioniziranih slojeva zraka nastalih djelovanjem ultraljubičastog zračenja, rendgenskih zraka, te naglih struja elektrona sa Sunca (Sunčev vjetar). U sloju između 60 i 90 km postoji tzv. D-sloj, između 90 i 150 km E-sloj (sloj Heaviside-Kennely) te na visinama između 150 i 400 km F-sloj (Appletonov sloj). Ti slojevi provode električnu struju i reflektiraju radio valove sa Zemlje. Prije pojave umjetnih telekomunikacijskih satelita, to je bio jedini mogući način bežičnog prijenosa radio valova na velike udaljenosti. Svjetlo meteora počinje se vidjeti već na visinama od 170 km, dok se polarna svjetlost pojavljuje na visinama između 70 i 1000 km.

#### Egzosfera
Iznad ionosfere, sve do udaljenosti od nekih 9 600 km, proteže se egzosfera; unutar nje na visinama iznad 500 km započinje magnetosfera, u kojoj struje naelektrizirane čestice zraka pod djelovanjem Zemljina magnetskoga polja, a ionizacija je toliko jaka da čestice čine plazmu (smjesa nabijenih iona i negativnih elektrona). Posebno je visoka koncentracija nabijenih čestica u sloju između 3 000 i 15 000 km (Van Allenovi pojasi zračenja). Granica magnetosfere različito je udaljena od Zemlje, ovisno o položaju prema Suncu: drži se da se ta granica (magnetopauza) nalazi približno 60 000 km prema Suncu, a daleko više na suprotnoj strani, što pak ovisi o aktivnosti Sunca. Izvan toga prostora jakost magnetskog polja jednaka je jakosti magnetskog polja u interplanetarnom prostoru pa se drži da tu prestaje utjecaj Zemlje i počinje međuplanetarni prostor.

### Biosfera
Koliko je do sada poznato, Zemlja je jedino mjesto na kojem postoji život. Životni oblici čine biosferu planeta. Smatra se da je razvoj biosfere na Zemlji započeo prije otprilike 3,5 milijarde godina. Životne zajednice (biomi) nastanjuju gotovo cijelu površinu Zemlje, od vrlo rijetko nastanjenih arktičkih i antarktičkih područja, do gusto naseljenih područja oko ekvatora. Životni prostor je u biologiji prostor na kojem obitavaju živa bića ili u kojem postoje uvjeti za život; biosfera, ekosfera. Najobuhvatniji pojam za cijeli prostor na kojem žive organizmi našega planeta jest biosfera. Ona obuhvaća hidrosferu, sloj litosfere (pedosferu) i donji sloj atmosfere. U odnosu na klimatske čimbenike i klimatske elemente (klima), životni se prostor može podijeliti na biome. Ekološki najvažnije životno mjesto jest biotop (stanište), ograničen prostor obilježen osebujnim životnim uvjetima, jedinstveno usklađenim za život jedne životne zajednice ili biocenoze.

### Hidrosfera
Hidrosfera je sveukupni vodeni pokrivač Zemlje. Obuhvaća vodu u atmosferi i litosferi, u oceanima, morima, jezerima, rijekama i močvarama, te vječni snijeg i led. Voda kruži u hidrosferi različitim putevima u okviru hidrološkog ciklusa. Procjenjuje se da je ukupna količina vode na Zemlji 1 386 milijuna km³. Od toga je u oceanima i morima 96,54%, slane je podzemne vode 0,93%, slatke je podzemne vode 0,76%, polarnoga i ostaloga leda i snijega ima 1,76%, a vode u atmosferi, rijekama, jezerima i močvarama te vlage u tlu i biološke vode ima 0,01%. Samo u rijekama ima 0,000 2% ukupnih količina vode na Zemlji. Prosječno godišnje isparavanje iznosi oko 511 000 km³, a u atmosferi se nalazi prosječno oko 12 900 km³ vode u obliku vodene pare, što je oko 40 puta manje. Prema tome, vodene mase u atmosferi mijenjaju se približno svaki deveti dan. Voda u hidrosferi u neprekidnom je kretanju i kruženju. Samo oko 2.5% vode na planetu je slatka voda, i to uglavnom u obliku leda (68% pitke vode) Antarktike, Grenlanda i Arktika. Od država najveće zalihe slatke vode imaju Brazil (6 950 km³), Rusija (4 498 km³), Kanada (2 901 km³), Kina (2 800 km³), Indonezija (2 530 km³), SAD (2 478 km³), Bangladeš (2 357 km³), Indija (2 085 km³) i druge.

### Reljef
Reljef čine sva uzvišenja i udubljenja na Zemlji. Reljef može biti planinski tamo gdje su planine, nizinski tamo gdje su nizine i primorski tamo gdje je more. Reljef se oblikuje erupcijama vulkana, potresima, puhanjem vjetra, udaranjem valova, prolazom ledenjaka kroz dolinu. Reljef Zemlje vrlo je složen, nastao je kao rezultat tektonskih gibanja (gibanja kore i unutrašnjosti Zemlje), vulkanizma, erozije i sedimentacije. Osnovni tektonski proces u Zemljinoj kori je gibanje oceanskih i kontinentskih ploča, s brzinom od 1 do 10 centimetara u godini. Pojedini blokovi gibaju se i unutar kontinenata, okomito i vodoravno. Zemlja ima oblik geoida, tijela slična rotacijskomu elipsoidu, kojemu je velika poluos (ekvatorski polumjer) 6 378.388 km, a mala poluos (polarni polumjer) 6 356.912 km. Opseg ekvatora iznosi 40 076,594 km, meridijanskoga kruga 40 009,152 km, površina Zemlje 510 100 933 km², volumen 1 083 319 780 000 km³, masa 5,976 ∙ 1024 kg, a prosječna gustoća 5 525 kg/m³.

#### Tektonika ploča
Struktura Zemljine kore, njezina sadašnja građa i promjene na njoj (postanak kopna, odnosno kontinenata, stvaranje planina i drugo) predmet su različitih teorija, među kojima se u novije doba izdvajaju Wegenerova teorija i teorija tektonskih ploča. Obje teorije pretpostavljaju konvekcijska strujanja tvari u plaštu. Wegenerova teorija pretpostavlja da je u najstarijoj prošlosti postojalo jedinstveno kopno (Pangea) i jedinstveno more (Panthalassa). S vremenom se Pangea raspucala, a dijelovi prakopna odmaknuli su se jedan od drugoga i stvorili današnje kontinente. Teorija tektonskih ploča na neki je način nastavak i poboljšanje Wegenerove teorije. Prema njoj, u gornjem plaštu Zemlje (astenosferi) postoje konvekcijske struje kojima se rastaljena tvar diže i probija na površinu kroz pukotine na oceanskom dnu. Zemljina se kora dijeli na 8 većih i dvadesetak manjih ploča, koje se primiču, razmiču, klize jedna uz drugu ili se sudaraju i podvlače jedna pod drugu. Teorija na jednostavan način tumači i postanak potresa i njihov razmještaj u određenim pojasovima na Zemlji.
Tektonske ploče pokretane su gibanjima koja su začeta u dubokoj unutrašnjosti. Sredinom oceanskih ploča dižu se podmorski grebeni s uzdužnim rovovima. Grebeni se neprestano nadopunjuju magmatskim materijalom unutrašnjosti. Stoga oceanske ploče rastu i šire se, a kontinentske nasjedaju na njih. Na sudarnoj fronti javlja se, uz podmorske jarke, znatna geološka aktivnost, kontinentska ploča uzdiže se i nabire u mlade planinske lance, a oceanska ploča ponire. Jasan primjer tog pokretanja pokazuje istočni rub Tihog oceana. Zapadom Sjeverne i Južne Amerike pružaju se Kordiljeri i Ande, seizmički aktivna područja i vulkanska žarišta. Tektonika ploča i naborana gorja tipična su osobina Zemlje. Prateći gibanje ploča unatrag u prošlost i obazirući se na komplementarnost susjednih obala nekih kontinenata i njihovih dijelova, izveden je zaključak da je nekada postojao samo jedan kontinent, Pangea. Oceanska podina mlađa je od 180 milijuna godina. Samo neki mali dijelovi kopna pokazuju starost od 3,9 milijardi godina. 
Zemlja je imala vrlo buran geološki razvoj. Kora je izgrađena od magmatskih, sedimentnih i metamorfnih stijena. Magmatske stijene su neposredna posljedica vulkanske aktivnosti. Sedimenti nastaju taloženjem tvari razmrvljene erozijom: mehaničkom (uz pomoć vode i vjetra), te kemijskom i biogenom. Budući da je atmosfera oksidativna, u toku geoloških razdoblja znatno je utjecala na kemijski sastav tla. Kemijske reakcije između vode, plinova i stijena i uz učešće organizama, dovode do stvaranja rastopina i potom do sedimenata. Sedimentni slojevi daju svojstvenost cijeloj Zemlji. Metamorfne stijene mogu biti magmatske i sedimentne, koje su prošle kroz naknadnu obradu i preobrazbu uz povišene tlakove i temperature. Zemljina kora vrlo je tanka, od 5 do 70 kilometara, a debljina joj ovisi o položaju. Kora kopna je deblja i sastoji se od granitnih stijena. Pod morima je kora tanka i bazaltna. Granica između kore i plašta poznata je kao Mohorovičićev diskontinuitet, prema našem geofizičaru Andriji Mohorovičiću, koji ju je otkrio 1909. na temelju širenja potresnih valova.

### Unutrašnjost
| Kemijski spoj      | Formula | Sastav     | Sastav |
| Kemijski spoj      | Formula | Kontinenti | Oceani |
| ------------------ | ------- | ---------- | ------ |
| Silicijev dioksid  | SiO2    | 60,2%      | 48,6%  |
| Aluminijev oksid   | Al2O3   | 15,2%      | 16,5%  |
| Kalcijev oksid     | CaO     | 5,5%       | 12,3%  |
| Magnezijev oksid   | MgO     | 3,1%       | 6,8%   |
| Željezo(II) oksid  | FeO     | 3,8%       | 6,2%   |
| Natrijev oksid     | Na2O    | 3,0%       | 2,6%   |
| Kalijev oksid      | K2O     | 2,8%       | 0,4%   |
| Željezo(III) oksid | Fe2O3   | 2,5%       | 2,3%   |
| Voda               | H2O     | 1,4%       | 1,1%   |
| Ugljikov dioksid   | CO2     | 1,2%       | 1,4%   |
| Titanijev dioksid  | TiO2    | 0,7%       | 1,4%   |
| Fosforni pentoksid | P2O5    | 0,2%       | 0,3%   |
| Ukupno             | Ukupno  | 99,6%      | 99,9%  |

Zemljina se unutrašnjost sastoji od više različito građenih sfera (ljuski). Idući od površine prema središtu, razlikuju se kora, plašt i jezgra. Razlikuju se kontinentalna kora (granitnoga sastava, debljina oko 40 km, u boranim pojasovima i deblja, gustoća 2 700 kg/m³) i oceanska kora (bazaltnoga sastava, debljina oko 7 km, gustoća 2 950 kg/m³). Zemljina kora zajedno s najvišim dijelom plašta čini litosferu, kojoj je masa 1,5% ukupne Zemljine mase. Plašt se sastoji od gornjega plašta (do 400 km dubine), prijelazne zone (400 do 1000 km) i donjega plašta (1 000 do 2 900 km). Gornji, plastičniji dio katkad se naziva astenosfera. Gustoća plašta iznosi 3 300 do 6 500 kg/m³, a masa 80% ukupne Zemljine mase. Drži se da je građen od peridotita. Zemljina jezgra (2 900 do 6 371 km) ima gustoću 9 500 do 11 000 kg/m³. Sastavljena je pretežno od željeza s tragovima nikla i silikata, a čine ju vanjska jezgra (2 900 do 4 980 km), prijelazna zona (4 980 do 5 120 km) i unutarnja jezgra (5 120 do 6 371 km). Srednji je dio jezgre krut, a vanjski tekući. Vanjski su Zemljini omotači: vodena sfera (hidrosfera), plinoviti (atmosfera) i magnetski omotač (magnetosfera).

#### Kora
Kora je vanjski sloj Zemlje, dubine 5 do 35 km. Sastavljena je od silikatnih stijena. Razlikujemo dva tipa kore: kontinetska (34,5 % površine) i oceanska (59,5 %), a spominje se još i prijelazni tip kore (6 %). Na granici kore i omotača nalazi se Moho-sloj, poznat i kao Mohorovičićev diskontinuitet prema hrvatskom znanstveniku Andriji Mohorovičiću. Materijal iz unutrašnjosti neprekidno izlazi na površinu kroz vulkanske otvore i pukotine na oceanskom dnu. Većina Zemljine površine je mlađa od 100 milijuna godina, dok su najstariji dijelovi kore stari 4,4 milijarde godina. Zonalnost Zemljine unutrašnjosti potvrđuju različite pojave, kao što su porast temperature, gustoće i širenje potresnih valova. Ustanovljeno je da se brzina potresnih valova povećava u blizini središta. Na određenim dubinama nastaju skokovite promjene u njihovoj brzini. Granične linije što ih te promjene naznačuju između koncentričnih sfera različitih vrsta materijala nazivaju se plohe diskontinuiteta. Na granici granitnoga i bazaltnoga sloja litosfere nalazi se Conradov diskontinuitet, između litosfere i plašta Mohorovičićev, a između plašta i jezgre Wiechert - Gutenbergov. Otkrića Lehmannina diskontinuiteta u jezgri (između vanjskoga i unutarnjega dijela) te diskontinuiteta u površinskom, granitnom dijelu kore upućuju na još zamršeniju građu Zemljine unutrašnjosti.

#### Plašt
Ispod kore, do dubine 2 900 km nalazi se omotač. Sastoji se od spojeva bogatih željezom i magnezijem. S dubinom raste i tlak, a s tlakom se mijenja i točka taljenja. Stijene u višim slojevima nalaze se u polurastopljenom, plastičnom stanju, a na većim dubinama su krute. Materijal se kreće ("teče") vrlo sporo zbog visoke viskoznosti. I plašt i jezgra dijele se u slojeve. Gornji plašt je stjenovit. Srednji plašt ili astenosfera je plastičan i žitak. Donji plašt je plastičan, a vanjska jezgra tekuća, i u njima postoji konvekcija. Unutarnja jezgra je čvrsta. U smjeru središta rastu tlak, temperatura i gustoća. Dok je gustoća kore u prosjeku 2 700 kg/m3, a gustoća Zemlje u prosjeku 5 520 kg/m3, gustoća u središtu mora nadmašiti desetorostruku gustoću vode. Tlak u centru veći je od 3 do 4 milijuna bara, a temperatura se kreće od 3 000 do 4 000 K. Smatra se da je jezgra sastavljena od željeza i nikla, a plašt od silikatnih minerala. 

#### Jezgra
Kako je prosječna gustoća Zemlje 5 515 kg/m3, a gustoća materijala na površini samo oko 3 000 kg/m³, očito se gušći materijal mora nalaziti u jezgri. U vrijeme nastajanja Zemlje, prije oko 4,5 milijarde godina, Zemlja je većinom bila rastaǉena. U procesu koji nazivamo planetarna diferencijacija teži elementi su potonuli prema središtu, a lakši su se nakupili uz površinu. Zato je jezgra sastavljena uglavnom od željeza (80 %), nikla i silicija. Jezgru dijelimo u dva dijela, unutrašnju krutu jezgru polumjera oko 1 250 km i vanjsku rastaljenu jezgru koja se pruža do polumjera 3 500 km. 
Žitko, pokretno i metalno središte planeta izvor je magnetskog polja. Magnetska indukcija na površini u području magnetskih polova iznosi 0,000 063 T, a na geomagnetskom ekvatoru dva puta je manja. Južni magnetski pol danas je na sjevernoj polutki, a magnetska os nagnuta je 11° prema osi vrtnje. Paleomagnetska mjerenja pokazuju da se smjer magnetskog polja izmjenjuje nekoliko puta u milijun godina. Magnetsko polje nastavlja se u Zemljinoj okolini i posebnoj je oblika (magnetosfera) zato što sa Sunca struje električne čestice (Sunčev vjetar). Jedan broj čestica, potekao sa Sunca ili nastao od kozmičkih zraka, ima visoke energije i zarobljen je na visini od 2 000 do 20 000 km (Van Allenovi pojasi zračenja).

### Putanja ili orbita
Zemlja u jednoj godini prijeđe 940 milijuna kilometara. Vrti se oko svoje osi prosječnom brzinom od 29,78 km/s. Od siječnja do lipnja Zemlja prijeđe 470 000 000 kilometara. U jednom mjesecu prijeđe 78 000 000 kilometara. Zemlja kruži oko Sunca, a Sunce kruži oko središta Mliječnog puta. Sunčev sustav napravi puni krug oko svog središta u 225 milijuna godina. U tih četvrt milijardi godina prijeđe udaljenost od 211 948 511 000 000 000 km (dvjesto jedanaest kvantilijuna).
Zemlja obiđe Sunce za vrijeme sideričke (zvjezdane) godine, koja je jednaka 365,256 36 d = 365 d 6 h 9 min 9,5 s, pri čem je dan jednak 86 400 s. Sunčeva ili tropska godina, koja je jednaka periodu izmjene godišnjih doba ili vremenu između dvaju uzastopnih prividnih prolazaka Sunca kroz proljetnu točku, traje 365,24220 d = 365 d 5 h 48 min 46 s (20 min 25 s kraća je od sideričke). Razlika je uzrokovana Zemljinom precesijom, vrtnje koja se odvija obratno od rotacije Zemlje s periodom od 25 800 god. (Platonova godina). Godišnji iznos precesije ravnodnevice (ekvinokcija) jest 50,29". Zbog periodične promjene položaja čvorova Mjesečeve putanje oko Zemlje pojavljuje se nutacija, kao nabori na precesijskom stošcu, s periodom od 18,66 godina (Sarosov period).

### Zemljina vrtnja ili rotacija
Zemlja se okreće oko svoje osi (rotacija ili okretanje) od zapada prema istoku, te joj je za jedan puni okret potrebno oko 24 sata, vremenski razmak koji se naziva Sunčevim danom (sinodički dan). Rotaciju Zemlje nije moguće osjetiti. Svaka Zemljina točka (osim sjevernog i južnog pola) sudjeluje u rotaciji Zemlje odnosno opisuje krugove oko Zemljine osi. Pritom najveće krugove prave točke na ekvatoru, koje se ujedno i najbrže kreću. Zbog rotacije događa se izmjenjivanje dana, noći i dnevne topline pa Sunce stoga u jednom trenutku obasjava samo jedan dio Zemlje.
Period Zemljine vrtnje jest 1 zvjezdani dan ili siderički dan (23 h 56 min 4,1 s), a srednji period vrtnje s obzirom na osunčenje jednak je jednomu srednjemu Sunčevu danu (1 dan). Period vrtnje nije stalan, već ovisi o sezonskim i sekularnim premještanjima masa na površini Zemlje i unutar nje; promjene se prate s pomoću radioastronomskih interferometrijskih sustava s velikom osnovicom (dugobazična interferometrija). Zbog plima i oseka, period Zemljine vrtnje stalno se produljuje. Kao posljedica plimnog međudjelovanja (plimna sila) Mjeseca i Zemlje, količina gibanja Mjeseca povećava se i on se udaljava od Zemlje, u sadašnjem trenutku gotovo 4 centimetra na godinu. Zemlja ima godišnja doba zbog nagiba ekvatora prema ekliptici od 23° 26'. Taj se nagib mijenja u periodu od 41 000 godina, od 22,1° do 24,5°. Sada se smanjuje 0,47" na godinu. Period promjene izduženosti staze, precesije ekvinokcija i nagiba ekvatora, astronomski su činitelji pojave ledenih doba prema teoriji Milutina Milankovića (Milankovićevi ciklusi). Toplinska ravnoteža Zemlje uvjetovana je dotokom energije Sunčevim zračenjem; Sunčeva konstanta iznosi 1 367,7 ± 6 W/m², a promjena je uvjetovana ciklusom Sunčeve aktivnosti (Sunčev ciklus), koji se u prosjeku mijenja svakih 11 godina.

### Magnetosfera
Magnetosfera je područje oko planeta i njihovih satelita u kojem je magnetsko polje vretenasto oblikovano međudjelovanjem sa Sunčevim vjetrom. Magnetosferu ispunjavaju električki nabijene čestice iz Sunčeva vjetra, kozmičkih zraka, iz atmosfere planeta ili njegovih satelita koje međudjeluju s magnetskim poljem tijela. Zemljinu magnetosferu u smjeru Sunca ograničuje čeoni udarni val na udaljenosti 8 do 12 Zemljinih polumjera. Magnetosfera počinje 1000 km iznad Zemljina tla. Strana magnetosfere nasuprotna Suncu produžuje se u obliku repa daleko u međuplanetarni prostor. U magnetosferi se nalaze Van Allenovi pojasi zračenja, koji imaju pojačano elektromagnetsko zračenje.

## Zemljopis
Površina Zemlje je 510 065 284 km2, od čega na kopno otpada samo 148 939 063 km2 (29 % ukupne površine), a ostalo na vodu. Najveći kontinent je Azija koja zauzima 44 309 978 km2 (30 % ukupne kopnene površine). Najveća država svijeta je Rusija koja zauzima oko 12 % površine kopna.
S pomoću različitih metoda, među kojima su najvažnije one koje se temelje na vremenima poluraspada radioizotopa u najstarijim stijenama na Zemlji i Mjesecu, starost Zemlje procijenjena je na 4,5 do 4,7 milijardi godina te rekonstruirana njezina geološka prošlost, odnosno period od stvaranja prve kamene kore (litosfere) do sadašnjosti. 
Zemljina se prošlost dijeli na više geoloških razdoblja (kronostratigrafija). Od 510 milijuna km² Zemljine površine na kopno otpada 148,9 milijuna km² ili 29,2%, a na more i unutarnje kopnene vode 361,1 milijuna km² ili 70,8%. Prosječna visina kopna iznosi 875 m, a prosječna dubina mora 3 794 m. Sjeverna polutka (255 milijuna km²) ima 154,5 milijuna km² mora (60,6%) i 100.5 milijuna km² kopna (39,4%). Vodenu hemisferu (pol je u blizini otočja Antipodes, jugoistočno od Novoga Zelanda) čini 231 milijuna km² mora (91%) i 24 milijuna km² kopna (9%), a kopnenu polutku (pol je u blizini ušća rijeke Loire u Francuskoj) 130 milijuna km² mora (51%) i 125 milijuna km² kopna (49%). Kopno se dijeli na 7 kontinenata: Afriku, Sjevernu Ameriku, Južnu Ameriku, Antarktiku, Australiju, Aziju i Europu. Od ukupne površine mora Tihomu oceanu pripada 179,7 milijuna km² ili 49,8%, Atlantskomu 106,4 milijuna km² ili 29,5% te Indijskomu oceanu 74,9 milijuna km² ili 20,7%; pojedini oceanolozi drže Sjeverno ledeno more četvrtim oceanom. Otvoreno more obuhvaća 321 milijuna km² ili 88,9% površine svjetskih mora, a rubna mora 11,1%.

## Klima
Klima (kasnolat. clima < grč. ϰλίμα: nagib; strana svijeta) ili podneblje je prosječno stanje atmosfere nad nekim mjestom ili područjem u određenom vremenskom razdoblju. Od antičkog doba do 19. stoljeća smatralo se da je klima određena jedino kutom pod kojim upadaju Sunčeve zrake, tj. da ovisi samo o zemljopisnoj širini. U 19. stoljeću ona se određuje kao prosječno stanje atmosfere nad nekim mjestom ili područjem (Alexander von Humboldt smatra da je klima skup svih promjena u atmosferi koje primjetno djeluju na ljudske organe). U novije doba (Julius von Hann, V. Conrad, Wladimir Köppen, E. S. Rubinstein, O. A. Drosdov, L. Poncelat, K. Keil, H. Landsberg) klima se određuje kao prosječni tijek vremena nad nekim mjestom ili područjem Zemljine površine u određenom razdoblju, pri čemu se uzimaju u obzir prosječne i krajnje izmjene prema meteorološkim podatcima u razdoblju od 10, 20, 30 do 100 godina. Međunarodna meteorološka organizacija donijela je 1935. odluku da je za dobivanje reprezentativnih podataka potrebno razdoblje od 25 do 35 godina; kao standardni period trenutačno se uzima razdoblje od 1961. do 1990. Usporednom analizom 30-godišnjih nizova s podatcima standardnoga perioda mogu se uočiti osnovne tendencije promjena klime.
Klima ovisi o klimatskim elementima i klimatskim faktorima (čimbenicima). Klimatski elementi dijele se na kozmičke (izravno zračenje, nebesko ili difuzno zračenje, dugovalno zračenje Zemlje) i meteorološke (temperatura Zemlje i zraka, tlak zraka, smjer i brzina vjetra, vlaga zraka i isparavanje, naoblaka i trajanje sijanja Sunca, oborine, snježni pokrivač). Klimatski faktori dijele se na astronomske (rotacija i revolucija Zemlje), geografske (zemljopisne) ili terestričke (geografska širina, raspored kopna i mora, atmosfera i njezin sastav, nadmorska visina, morske struje, reljef, vrsta podloge: voda, snijeg, led, kamen, vrsta tla i biljni pokrov, čovjekova djelatnost: pustošenje, pošumljivanje, melioracija itd.). Kako klimatski faktori neprekidno djeluju na klimatske elemente, nazivaju se klimatskim modifikatorima.
Na Zemlji su u geološkoj prošlosti postojale različite klimatske prilike (ledena i međuledena doba) s promjenama klime u razmjerno kraćim vremenskim razmacima (porast prosječne temperature u Arktiku od kraja 19. stoljeća do danas). Autori su najpoznatijih klimatskih klasifikacija W. Köppen, koji klimatske tipove određuje u odnosu prema temperaturi, oborini i vegetaciji, i C. W. Thornthwait, koji ih određuje na temelju odnosa oborina i isparavanja. Klimadijagram je grafički prikaz vrijednosti klimatskih elemenata.

### Globalno zagrijavanje
Globalno zagrijavanje je postupno zagrijavanje Zemljine površine i najdonjih slojeva atmosfere uzrokovano učinkom staklenika, što dovodi i do globalnih promjena klime. Klima se mijenjala i u Zemljinoj prošlosti, no smatra se da sadašnje globalno zagrijavanje nastaje zbog povećanih emisija stakleničkih plinova. Na osnovi mišljenja velikog broja znanstvenika – sadržanih u izvještaju Međuvladinoga panela o promjenama klime objavljenog u 2000. i 2001. temeljenoga na klimatskim modelima kao i na podrobnoj analizi temperaturnih prilika te promjena ledenog omotača na Zemlji, koja pokazuje neupitno zatopljenje posljednjih stotinu godina – smatra se da bi do 2100. temperatura zraka bila viša čak za 1,5 do 5,8 °C, ovisno o stupnju povećanja stakleničkih plinova. To bi dovelo do velikih i za neke dijelove čovječanstva katastrofalnih posljedica: zbog topljenja ledenjaka i snježnoga pokrivača došlo bi do podizanja razine mora, koje bi preplavilo mnoga obalna naselja, posebno otočkih država, povećanog broja vremenskih nepogoda u mnogim dijelovima svijeta (ciklona, uragana, poplava), premještanja tropskih uvjeta prema sjeveru i do pojave sušnih razdoblja na području Sredozemlja, a sjevernije od njega do znatnog povećanja količine oborina. Valja upozoriti i na negativne učinke visokih temperatura na zdravlje ljudi, kao što su širenje nekih infektivnih bolesti koje se pojavljuju samo u toplim područjima (malarija, žuta groznica, encefalitis), premještanje mnogih biljnih i životinjskih vrsta prema sjeveru pa i nestanak cijelih takvih životnih zajednica. Jedinstveno je mišljenje da se takav očekivani razvoj može usporiti i promijeniti samo drastičnim smanjenjem emisije stakleničkih plinova, prije svega ugljikova dioksida i dušikovih spojeva.

## Vanjske poveznice
|  | Zajednički poslužitelj ima stranicu o temi Zemlja    |
|  | Zajednički poslužitelj ima još gradiva o temi Zemlja |